# Rosettea
Rosettea is een geslacht uit de familie Melastomataceae. De soorten uit het geslacht komen voor in tropisch en zuidelijk Afrika.

## Soorten
- Rosettea aquatica (De Wild.) Ver.-Lib. & G.Kadereit
- Rosettea benguellensis (A.Fern. & R.Fern.) Ver.-Lib. & G.Kadereit
- Rosettea carrissoi (A.Fern. & R.Fern.) Ver.-Lib. & G.Kadereit
- Rosettea castroi (A.Fern. & R.Fern.) Ver.-Lib. & G.Kadereit
- Rosettea cordifolia (A.Fern. & R.Fern.) Ver.-Lib. & G.Kadereit
- Rosettea crenulata (Cogn.) Ver.-Lib. & G.Kadereit
- Rosettea denticulata (A.Fern. & R.Fern.) Ver.-Lib. & G.Kadereit
- Rosettea echinata (A.Fern. & R.Fern.) Ver.-Lib. & G.Kadereit
- Rosettea elliotii (Gilg) Ver.-Lib. & G.Kadereit
- Rosettea falcipila (Gilg) Ver.-Lib. & G.Kadereit
- Rosettea longicaudata (Cogn.) Ver.-Lib. & G.Kadereit
- Rosettea louisii (Jacq.-Fél.) Ver.-Lib. & G.Kadereit
- Rosettea peregrina (A.Fern. & R.Fern.) Ver.-Lib. & G.Kadereit
- Rosettea princeps (Kunth) Ver.-Lib. & G.Kadereit
- Rosettea pulchra (A.Fern. & R.Fern.) Ver.-Lib. & G.Kadereit
- Rosettea rhinanthifolia (Brenan) Ver.-Lib. & G.Kadereit
- Rosettea riparia (Gilg & Ledermann ex Engl.) Ver.-Lib. & G.Kadereit
- Rosettea scabra (Gilg) Ver.-Lib. & G.Kadereit
- Rosettea sizenandoi (Cogn.) Ver.-Lib. & G.Kadereit
- Rosettea thollonii (Cogn.) Ver.-Lib. & G.Kadereit
- Rosettea trothae (Gilg) Ver.-Lib. & G.Kadereit